# Cappelen Holding
Cappelen Holding A/S är ett norskt familjeägt investmentbolag som ägs av medlemmar av släkten Cappelen. Företaget äger bland annat Ulefos Holding AS, Thor Energy AS, Holla Gård och Cappelen Skoger.

## Historik
Cappelengruppen har en lång historia i Ulefoss med omgivning. Gruppen har sina rötter i första hälften av 1700-talet, då Didrik von Cappelen (1699-1768) 1729 köpte skogsegendomar i området. År 1835 köpte Diderik Cappelen (1795-1866) det dåvarande Holden Jernværk av den norske staten, namnändrat året därpå till Ulefos Jernværk.
År 1848 fick Diderik Cappelen tillstånd att starta ett sågverk i Ulefoss.Hans son Severin Diderik Cappelen (1822-1881) tog över affärsverksamheten 1854, fortsatte driften vid järnverket, byggde ett nytt sågverk 1881 och utvidgade skogsegendomarna. Holla Gård slogs under hans tid samman med Tveitgårdarna och andra Hollagårdar.
År 1885 övertogs ledningen av Diderik Cappelen (1856-1935). Under hans tid lades gruvdriften i Fenfältet ned. Dennes son
Harald Severin Diderik Cappelen (1892-1980) tillträdde som chef 1919, och efter honom kom sonen Didrik Cappelen (1923-2017). 
I dag leds gruppen av Carl Diderik Cappelen (född 1955) och Johan Diderik Cappelen (född 1988).